# Ramona Wulf
Ramona Wulf, geboren als Ramona Kraft, artiestennaam Ramona (Hanau, 18 oktober 1954) is een Duitse schlager-, disco- en popzangeres.

## Voorgeschiedenis
Ramona is de dochter van een Afro-amerikaanse soldaat en een blanke Duitse. Ze groeide op bij pleegouders, die haar zangles lieten nemen. Ze ging in 1964 naar school in Hanau, waar een explosief ontplofte, waardoor 30 kinderen deels zwaar gewond raakten en Ramona twee splinters in haar knie kreeg, die echter konden worden verwijderd.

## Carrière
In 1969 werd ze in Frankfurt am Main ontdekt bij een talentenwedstrijd en nam ze haar eerste single op. Het grootste succes had ze in 1971 met het nummer Alles was wir woll'n auf Erden met een 8e plaats in de Duitse hitlijst. Tussen 1970 en 1973 was ze regelmatig te gast in de ZDF-Hitparade. Tijdens deze periode kreeg ze meermaals hoge klasseringen bij de Otto-verkiezing van het jeugdtijdschrift Bravo als populairste zangeres (1971: 5e plaats, 1972: 6e plaats, 1973: 9e plaats) en trad met haar succesvolste nummer op in de filmkomedie Tante Trude aus Buxtehude. Na haar laatste succesnummer Das weiß der Himmel allein stokte haar carrière. Geen enkele van de 5 gepubliceerde singles werd een succes. Met een Duitse coverversie van Sugar candy kisses liet ze weer van zich horen. Met het nummer Käm doch einmal ein Seemann  (1974) scoorde ze wel nog in veel radio-hitparaden.
Vanaf 1975 behoorde ze naast Penny McLean en Linda G. Thompson tot de groep Silver Convention, die met nummers als Fly Robin fly en Get up and boogie grote internationale successen boekten. Na Bert Kaempfert was dit de tweede Duitse act met een eerste plaats in de Amerikaanse hitlijst. Tot aan de ontbinding van de groep in 1979 waren er enkele mutaties te vermeldden, maar Ramona was het enige blijvende lid. In 1977 nam Silver Convention voor Duitsland deel aan het Eurovisiesongfestival met het nummer Telegram en behaalde hiermee een 8e plaats. In de daaropvolgende jaren probeerde ze solo de draad weer op te pakken met de opnamen van enkele singles en albums, echter zonder noemenswaardige successen. Slechts het covernummer Flashdance … Tanz im Feuer (1983) kreeg aandacht en steeg in oktober naar de 35e plaats van de Duitse Airplay-hitlijst.

## Privéleven
Tegenwoordig woont Ramona Wulf met haar echtgenoot en drie kinderen in Berlijn, stelt zich beschikbaar ten dienste van de plaatselijke katholieke pastorie, maar treedt nog zelden op op gala's en talkshows op tv. In 2010 sloot ze met goed gevolg haar opleiding tot alternatief genezer af.

## Discografie

### Singles A- en B-kant
- 1970: Du - ich brauche was und das bist du / Liebe ist ein schönes Spiel
- 1971: Alles was wir woll'n auf Erden / Ich muss telefonieren
- 1971: Merry Christmas / Das Weihnachtsmärchen vom Gänseblümchen
- 1971: Jeder ist nur eine Hälfte / Kein Prinz, kein Held, kein Millionär
- 1972: Lieber dich und kein Geld / Weinen ist Silber, Lachen ist Gold
- 1972: Liebe ist für alle da / Nur Probleme
- 1972: Wenn du gehst / Party Party
- 1973: Das weiß der Himmel allein / Zuerst kommst Du
- 1974: Mama, du tanzt nie Rock'n Roll / Ich glaube, ich habe mich verliebt
- 1974: Oh, wie so wundersam / Kleine Squaw
- 1975: Käm doch einmal ein Seemann / Young Love
- 1975: Sugar Candy Kisses / Liebe heißt das Lied
- 1976: Save the Last Dance for Me / Baby, it's the Rain
- 1977: Natural Man / Teacher
- 1978: Parlez-moi d'amour / I'll Never Marry in the Summertime
- 1979: Boomerang / Come On Over To My Place
- 1980: Thank You Baby / Cats' Eyes
- 1980: 4 on the Floor
- 1983: Flashdance - Tanz im Feuer / Atemlos
- 1986: Body Beat / Pride and Passion
- 1988: Heartbeat / Mood to Mood

### Albums
- 1971: Alles was wir woll'n auf Erden
- 1973: Ihre großen Erfolge
- 1977: Natural Woman
- 1978: Parlez-moi d´amour
- 1980: Shake What Yo' Mama Give Ya
- 1986: Strip to the Heart
- 1988: Mood to Mood

## Filmoptredens
- 1971 - Tante Trude aus Buxtehude (met de schlagertitel Alles was wir woll'n auf Erden)

- Gemeinsame Normdatei: 134561694
- International Standard Name Identifier: 0000 0000 5725 3739
- MusicBrainz: 4aed40e4-1481-4014-96d2-d25877e8edf6
- Virtual International Authority File: 79672650
- WorldCat: E39PBJpjfxDJDrgm8GGDwwcF8C